# Diogo Dias
Diogo Dias foi um navegador português do século XV. Irmão de Bartolomeu Dias, contava entre os navegadores experientes da frota de Pedro Álvares Cabral na segunda armada à Índia, comandando um dos navios que chegou ao Brasil. Separando-se da expedição, descobriu a ilha de Madagáscar.
Diogo acompanhou seu irmão Bartolomeu na viagem que resultou no descobrimento do Cabo da Boa Esperança. Mais tarde, na frota de Pedro Álvares Cabral na segunda armada à Índia, é referido por Pero Vaz de Caminha na Carta do Descobrimento do Brasil como «homem gracioso e de prazer», que fora almoxarife de Sacavém, e que o descreve dançando na praia em Porto Seguro com os índios, «ao jeito deles e ao som de uma gaita».
A 10 de Agosto de 1500, após ter dobrado o cabo da Boa Esperança, separou-se do resto da expedição devido aos ventos, e descobriu uma ilha à qual denominou São Lourenço (prática comum na época para designar as novas paragens, atribuindo-lhes o nome do santo do dia em que eram descobertas), hoje chamada Madagáscar. Sua embarcação se perdeu durante a tormenta, e acabou sendo o primeiro capitão português a viajar pelo mar Vermelho. Incapaz de prosseguir rumo à Índia, retornou ao Reino de Portugal, onde chegou com apenas sete homens, tendo os demais tripulantes ficado pelo caminho vitimados pela fome e pela sede.
Seguiu na nau São Gabriel, como escrivão, na viagem de Vasco da Gama à Índia. Em Calecute, foi aprisionado e conseguiu escapar com dificuldade.